# 钽酸钾
钽酸钾或偏钽酸钾是一种无机化合物，化学式为KTaO3，它可以形成立方晶系晶体。它可由氢氧化钾和五氧化二钽反应制得。它在氨中高温加热，可以得到五氮化三钽。